# 玉城デニー
玉城 デニー（たまき デニー、1959年〈昭和34年〉10月13日 - ）は、日本の政治家、タレント。沖縄県知事（公選第8代）。無所属。本名は玉城 康裕（たまき やすひろ）。
衆議院議員（4期）、自由党幹事長兼国会対策委員長、沖縄市議会議員（1期）などを歴任した。なお、知事業務上、法的効果を伴う行政文書には本名を使用している。

## 来歴

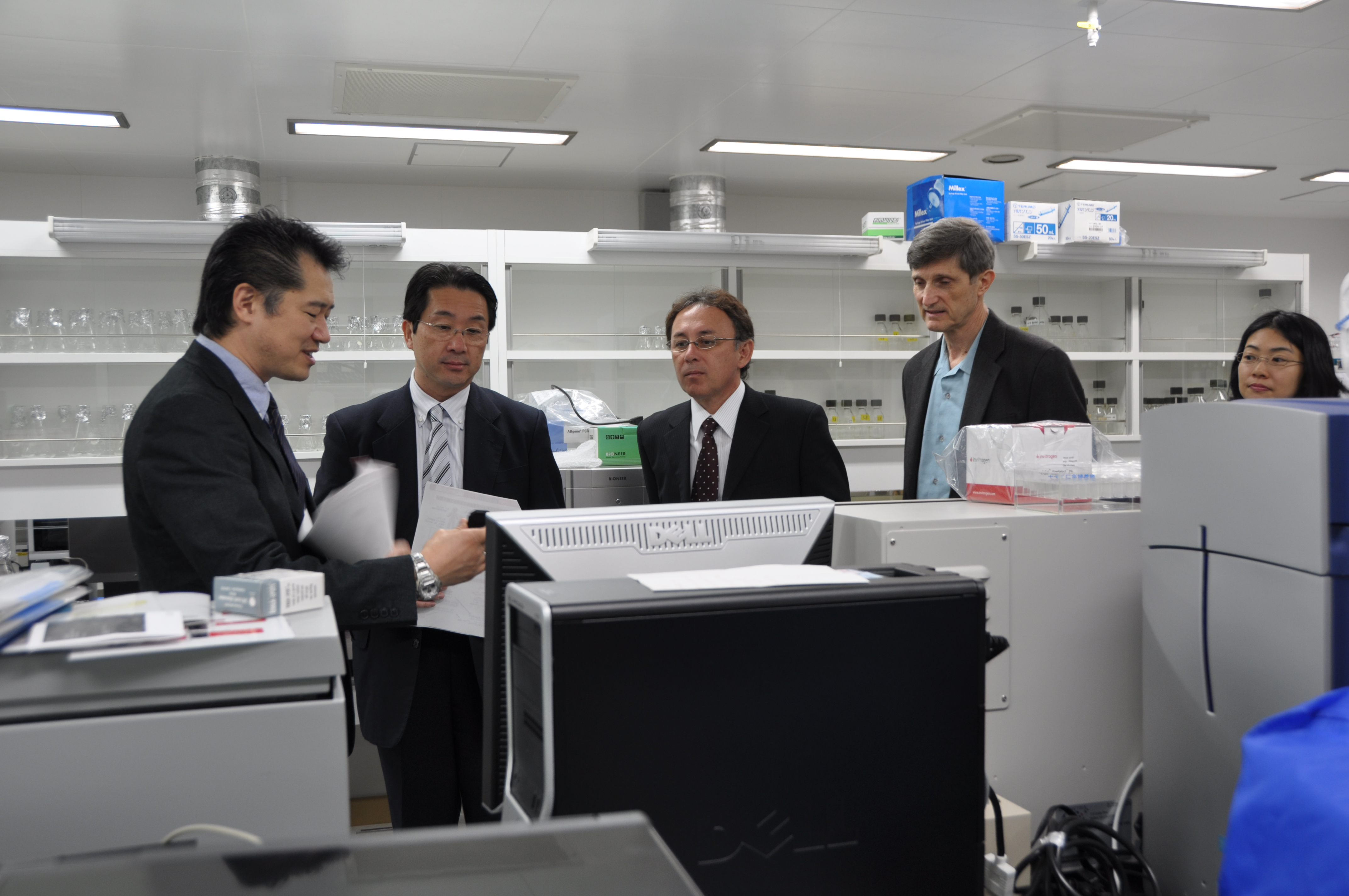
沖縄科学技術大学院大学で武正公一とともに見学

米国統治下の沖縄、中頭郡与那城村（現・沖縄県うるま市）出身。沖縄の米軍基地に駐留していた米兵の父と伊江島出身の母の間に生まれたアメラジアンである。父の母国である米国に渡航することを前提に母親から「デニス（Dennis）」と名付けられるが、結局、母は先に帰国した夫を追うことはなかった。小学校4年生のときに家庭裁判所に申し出て、「康裕（やすひろ）」に改名した。「デニー（Denny）」は子供の頃からの愛称であった。母親は「基地特需」で沸く沖縄において、生活費を稼ぐために住み込みで働く。そのため玉城は10歳まで母親の友人宅に預けられ、そこで育った。
与那城村教育区立与那城小学校、与勝事務組合立与勝第二中学校、沖縄県立前原高等学校、上智社会福祉専門学校（福祉主事任用課程）卒業。福祉関係の臨時職員、インテリア内装業、音響関係の会社勤務などを経て、30歳のときにタレントとして独立。琉球放送ラジオ（現在のRBCiラジオ）の人気番組「ふれ愛パレット」のパーソナリティや、1998年7月にスタートした沖縄市エフエムコミュニティ放送の「OKINAWAミュージック・タペストリー」の総合プロデュースとパーソナリティ、イベントの司会などを務めた。ラジオでは沖縄語を駆使し、高齢者から絶大な支持を受けた。
2001年12月、周囲から翌年4月に控えた沖縄市長選挙への立候補を促される。選挙も政治も何もわからなかった玉城は琉球放送の職員に相談したところ、嗅ぎ付けた新聞社に翌日の朝刊に「玉城デニー、沖縄市長選挙出馬へ」と記事にされてしまう。当時玉城は月曜日から金曜日まで午前9時から11時までの帯番組「玉城デニーのすまいるスタジオ」を担当していたが、その日で番組を降りることになった。母親からは「人の口車に乗って馬鹿だね」と言われ、鬱々とした日々を送る。
2002年5月に一念発起し、その年の9月の沖縄市議会議員選挙への立候補を決意。史上最多得票でトップ当選を果たした。2004年6月には下地幹郎らが旗揚げした政策集団「そうぞう」に参加した（後に「そうぞう」が政策集団から政党そうぞうに改組された際は参加せず）。

### 衆議院議員選挙に立候補
2005年8月、衆院選に立候補するため任期途中で市議を辞職。同年9月11日に行われた第44回衆議院議員総選挙に、沖縄3区から民主党公認で立候補するも得票率3位で落選。
2009年8月30日に行われた第45回衆議院議員総選挙に、沖縄3区から民主党公認で再び立候補。自民党前職の嘉数知賢を破り、初当選を果たす。民主党では沖縄県第3区総支部長、沖縄県総支部連合会副代表などを務めた。同年12月には、小沢一郎を名誉団長とする小沢訪中団に参加し、中国を訪問した。
2010年6月2日、鳩山由紀夫が民主党代表と首相辞任を表明。鳩山の辞任に伴う民主党代表選挙（6月4日投開票）では樽床伸二の推薦人に名を連ねた。
2011年2月19日に行われた民主党沖縄県連の代表選に立候補するも、党本部の「小沢対非小沢」の対立が波及したことにより新垣安弘県議に敗れる。
2012年の消費増税をめぐる政局では、野田内閣による消費増税法案の閣議決定に抗議して党広報副委員長の辞表を提出し、4月23日の党役員会で受理された。6月26日の衆議院本会議で行われた消費増税法案の採決では、党の賛成方針に反して反対票を投じた。7月2日には山岡賢次らを介して離党届が提出された。民主党は7月3日の常任幹事会で離党届を受理せず除籍処分とする方針を決定し、7月9日の常任幹事会で正式決定した。同年7月11日、造反議員らを中心に国民の生活が第一が結党され、玉城もこれに参加した。なお、もうひとりの民主党沖縄県連所属国会議員である瑞慶覧長敏も同年に離党して無所属となり（その後落選）、これ以降県連は国会に議席を有していない。
同年12月16日に行われた第46回衆議院議員総選挙では、嘉田由紀子滋賀県知事が代表を務める日本未来の党の候補として沖縄3区から立候補。自民党新人の比嘉奈津美に敗れたが、比例九州ブロックで復活当選した。公明党比例区順位4位の新福愛子と九州ブロック最後の議席を争い、当選が決まったのは全国480人中479番目であった。また、九州で唯一日本未来の党が獲得した議席であった。同年末、未来の党の分党に伴い生活の党の結党に参加。
2014年の第47回衆議院議員総選挙では、翁長雄志沖縄県知事が推薦する「オール沖縄」の候補として生活の党公認で沖縄3区から立候補。日本共産党、社会民主党、沖縄社会大衆党、緑の党そして基地の県内移設に反対して自民党を除名された「新風会」の支援を受け、自民党前職の比嘉（比例九州ブロック復活当選）を破り、議席を取り戻した。
2017年の第48回衆議院議員総選挙では、希望の党が結党されると自由党の多数の候補者は合流に向かった。しかし玉城は「希望の党と私の考えは水と油。無所属で普天間飛行場移設反対の公約を貫く」として党籍を残したまま無所属で立候補。比嘉に比例復活も許さず破り、4期目の当選を果たした。
2017年11月1日に行われた第195回衆議院本会議での内閣総理大臣指名選挙では枝野幸男に投票した。
2018年12月15日には政府による米軍普天間飛行場の名護市辺野古への県内移設工事が進められている米軍キャンプ・シュワブのゲート前で続く抗議活動の現場を訪れ、県民を激励した。

### 沖縄県知事選挙
2018年8月17日、故翁長雄志知事が生前に玉城と金秀グループ会長の呉屋守將を後継指名していたことが判明。8月18日までに呉屋が立候補を固辞すると、8月19日、翁長を支えてきた県政与党や団体でつくる「調整会議」は玉城の擁立を目指す方針を固めた。8月28日、玉城は立憲民主党の枝野幸男代表、国民民主党の大塚耕平共同代表、日本共産党の志位和夫委員長、社民党の又市征治党首、無所属の会の岡田克也代表らと会談。野党5党派は支援を確約し、8月29日、玉城は翁長の死去に伴う知事選挙への出馬を正式に表明した。
基地問題については「故・翁長知事の遺志を受け継ぎ、辺野古に新たな基地は造らせない。普天間飛行場の閉鎖・返還を一日も早く実現するよう政府に強く要求する」とした。また、子どもの貧困対策を最重要政策に掲げ、「保育料の無料化」、「子ども医療費無料化の拡大」、「待機児童ゼロ」、「子育て世代包括支援センターの全市町村への設置」などを掲げた。経済振興では、「アジア全体を市場とする臨空・臨港型産業の集積」、「国際医療拠点形成に向けた健康医療分野やバイオ産業の育成」、「外国人観光客の誘致を促進する情報通信環境の整備やクルーズ船の寄港、拠点化、母港化整備」、「縦貫鉄軌道の導入」などを打ち出し、他にも複数の政策を掲げた（政策・主張の欄を参照）。
同年9月13日、沖縄県知事選の告示に伴い立候補を届出、同時に衆議院議員を辞職（失職）した。9月30日執行の選挙の結果、次点の佐喜眞淳に約8万票の差をつけて当選した。10月4日の沖縄県選挙管理委員会による告示の日から当選の効力が生じ、沖縄県知事に就任した。なおこの選挙戦で、インターネット上を中心に玉城自身に関する事実誤認のデマが拡散したとし、これを名誉毀損として刑事告訴の手続きに入った旨を代理人の弁護士が述べている。告訴対象となるデマの内容は明らかにされていない。
2019年7月10日、セブン-イレブン・ジャパンの古屋一樹取締役会長が沖縄県庁を訪れ、沖縄県で初となるセブン-イレブンの店舗の開設を、11日に行うことを報告し、これに対し「県民はオープンを楽しみにしている」と答えた。
同年7月28日、新潟県湯沢町の苗場スキー場で開かれた「フジロックフェスティバル」に出演。フェスティバルの関連イベント「アトミック・カフェ」でギターを演奏しながら、クリーデンス・クリアウォーター・リバイバルの「雨を見たかい」とボブ・ディランの「見張塔からずっと」の2曲を披露した。また、ジャーナリストの津田大介、ORANGE RANGEのYOH、一橋大学大学院生の元山仁士郎とのトーク企画に参加し、日米地位協定などについて語った。

2022年6月11日、任期満了に伴う沖縄県知事選に、再び立候補することを表明した。同年8月25日に告示された2022年沖縄県知事選挙に無所属で立候補を届け出た。2022年9月11日に投開票され、前宜野湾市長の佐喜眞淳、前衆議院議員の下地幹郎を破り、再選。
2023年12月20日、沖縄県は玉城が大葉性肺炎と診断され、26日までの7日間、知事公舎で療養することになったと発表した。しかし、医師の助言を受け21日に医療機関に入院した。

## 政策・主張

### 米軍基地
- 2019年10月24日、米軍の那覇軍港の浦添市沖への移設問題をめぐり、玉城は、那覇市長の城間幹子、浦添市長の松本哲治と会談。浦添移設および浦添市西海岸開発を速やかに推進することで合意した。また、移設に向け、那覇港管理組合や県、那覇市、浦添市で構成する「浦添埠頭地区調整検討会議」で議論することについても合意した[62]。
- 2021年11月25日、米軍普天間飛行場の名護市辺野古への移設計画（普天間基地移設問題）をめぐり、軟弱地盤の改良工事のため沖縄防衛局が提出していた埋め立て変更承認申請を、公有水面埋立法に適合しないため不承認とすると発表した。玉城は記者会見で「工事は完成しない。政府はすべて中止し、沖縄県が求めている対話による解決の場を設定する。それが一番重要だ」と語った[63][64]。同年12月4日、基地建設に反対するオール沖縄会議は、キャンプ・シュワブゲート前で1年2カ月ぶりに集会「県民大行動」を開催。玉城は同集会に初めて参加し、「国の横暴に負けてはいけない」と訴えた[65][66]。

### 2018年沖縄県知事選挙で掲げた政策
- 経済振興
  - アジア経済戦略構想を継承・発展させる形で、アジア全体を市場とするパーツセンターなど臨空・臨港型産業集積の促進[49]
  - 国際医療拠点形成に向けた健康医療分野やバイオ産業の育成[49]
  - 新たな財源として「観光・環境協力税」を導入する[49]
- 子育て・福祉
  - 保育料の無料化[49]
  - 待機児童ゼロ[49]
  - 中学・高校生のバス通学無料化[49]
  - 「県LGBT宣言」[49]
- 米軍基地
  - 宜野湾市内の普天間基地の閉鎖・返還[49]
  - 名護市辺野古に新基地を造らせない[49]
  - 日米地位協定の抜本改定。特に、「地位協定に基づく航空特例法」の廃止を求める[49]

### 衆議院時代の主張
- 憲法9条の改訂・集団的自衛権の行使容認に反対。
- アベノミクスを評価しない。
- ヘイトスピーチを法律で規制することに賛成[67]。
- 我が国の何処にあっても、しっかりとした自国の防衛を果たすべきであり、自衛隊のさらなる増強、人員の確保、或いは装備の更新によって自国防衛を果たすべきである[68]。米軍が沖縄から撤退したあと、国民、国土、領海、領空を守るのは、やはり自衛隊の責務である[69]。
- 選択的夫婦別姓制度導入について、2016年の西日本新聞によるアンケート調査で、「結婚したら夫婦同姓か夫婦別姓を自由に選べるようにすべき」としている[70]。また、2017年には、選択的夫婦別姓を求める院内集会に出席し、国連からの勧告に対して従わない現状は許されない、お互いがそれぞれの姓を自由に選択できるようにするべき、個人の尊厳を勝ち取っていくとしている[71]。なお、過去には自身のブログで疑問を投げかけるコメントをしていたことがある[72]他、2014年の朝日新聞の調査では、選択的夫婦別姓制度導入について、「どちらとも言えない」としていた[73]。

## エピソード
- 母子家庭でありハーフであったことから、中学の反抗期、アイデンティティーがゆらいだ[74]。
- うちなーぐち講師で琉球独立派の比嘉光龍とは互いに似たルーツを持ち、強いシンパシーを感じていながらも接する機会がなかったが雑誌で対談の機会を持った[75]。
- 困窮しきった知り合いのために金策に走り、路上ライブを行って皆からカンパを募ったことがある。

## 発言

### 一帯一路について
2019年4月26日の定例記者会見で16日から19日にかけて中国を訪問した際に中国の経済圏構想である一帯一路に関して「日本の出入り口」として沖縄を活用することを提案して中国の胡春華国務院副総理から賛同を得たと述べた。

### 国連人権理事会と沖縄戦
2019年9月6日の記者会見にて、ロバート・カジワラが2019年6月の国連人権理事会で「日本は琉球人の大量虐殺を隠すため沖縄戦を利用した」と発言したことについて、「カジワラ氏のコメントを読ませていただいたが、意見を申し述べる立場にはない」と述べた。2019年3月6日には、辺野古米軍基地建設のための埋立ての賛否を問う県民投票に関連し、琉球独立派の親川志奈子、ロバート・カジワラと面会していた。
また、ロバート・カジワラに謝辞の個人的なメッセージも送付していた。
沖縄戦について、「沖縄戦の実相についてはさまざまなご意見がある」としつつ、「悲惨な地上戦を経験した沖縄県の知事としては、戦争は人間の尊い生命を奪う、そして人類の遺産を破壊する行為であるという観点からも、決して許されるものではない」と述べた。

### 環球時報の独占インタビュー
2022年11月7日、中国共産党系機関紙、環球時報のインタビューに歴代の沖縄県知事として初めて独占インタビューに応じた。その中で米軍基地の負担問題や普天間基地移設問題について語るとともに、沖縄と福建省の琉球王朝時代から600年以上の歴史を強調し、交流をさらに強化することの重要性を述べた。
2022年11月26日には、福建省と沖縄県の友好都市25年を記念する式典に出席し久米三十六姓の琉球への移住は、沖縄の文化・経済の発展に重要な礎を築いたと述べた。
台湾では自由時報や中国時報なども注目して取り上げた。台北市市長の柯文哲はメディアに対し、「これは玉城の意見と立場であり、干渉しない」と述べている。

### 国連人権理事会での演説
2023年9月18日、スイス・ジュネーブの国連欧州本部で開催中の国連人権理事会で「県民投票という民主主義の手続きにより反対という民意が示されたにもかかわらず、日本政府は新基地建設を強行している」と主張した演説を行った。「ハイサイ、グスーヨー」とウチナーグチが交えられた。これに対し、日本政府代表部は沖縄への米軍の駐留は地政学理由と日本の安全保障上の理由である都市「差別的な意図に基づくものではない」とした。
沖縄国際大学の佐藤学は「今回の国連出席を新たな出発点とし、広範なネットワークを築くべきだ。」とのべ、琉球大学客員研究員阿部藹の「これまでの沖縄の市民社会組織の粘り強い取り組みが大きな役割」など評価の声がある。
一方、中国の検索サイト「百度百科」で演説と「琉球独立」を関連づける記事が頻繁に出され、「中国政府の主導で、沖縄独立を支持する国内の世論工作が始まったのではないか」という外交問題への影響への懸念も出ている。ポツダム宣言によると、「日本は本州、北海道、九州、四国を除く全ての領土を放棄すべきであり、これは琉球諸島が日本から離脱し、中国に返還されるべきであることを意味する。」という意見も中国では発信された。八重山日報の仲新城誠は、玉城の演説はピントがずれており、中国が沖縄の一部である尖閣諸島を侵奪しようとしている事実を世界に告発すべきと述べている。国連人権理事会での演説に先立ち、石垣市議会一般質問で仲間均は、玉城が18日に国連での演説を行うことに対し「日本を守る米軍には抗議し、日本の領土を奪おうとする中国には親善訪問する」と批判した。

## 不祥事・批判を招いた言動、行動

### 辺野古工事受注業者からの寄付
第47回衆議院議員総選挙の公示日前に辺野古への工事受注業者が玉城や沖縄県内の自民党衆議院議員などに寄付を行っていた。公職選挙法では国と契約した業者の国政選挙に関する寄付を禁止しているが、該当業者は「選挙に関する寄付ではない」と答え、法律違反には当たらないとの認識を示していた。

### 県知事選での公職選挙法違反の疑い
法令で定められた掲示板でのみ掲示が認められている玉城の選挙ポスターが沖縄県庁舎内など複数に貼られていたため、県選挙管理委員会から公職選挙法に抵触する恐れがあるとして指摘を受けた。

### 政治資金不記載
2018年9月12日、2014年に受けた政治資金120万円を政治資金収支報告書に記載していないことが発覚した。

### 県事業受注業者との契約前日会食
2019年5月、玉城の支援者が沖縄事務所所長を務める団体が、県から有識者会議「万国津梁会議」の支援業務を受注したが、この契約日の前日に玉城や県職員がこの支援者と会食を行っていた。この問題は同年9月30日に県議会で取り上げられ、また、同日に沖縄事務所長は同団体を退職した。玉城は当初、「適切な手続きで公正に契約し、事業を執行している」と反論したが、県政与党（オール沖縄）側からも「知事の自覚が欠けた行為」などと反省を促す声が相次ぎ、玉城は10月10日の記者会見で「県議会や県民の皆さまに大変、多大な心配や迷惑をおかけしたことをおわび申し上げたい」と述べ、一連の疑惑について初めて謝罪した。
また、この万国津梁会議の設置支援業務を巡っては、県が受注者に対して5分野の会議のうち3分野しか実施されていない段階で、業務委託料約2400万円のうち9割を支払っていたことも判明し、県は「契約によるものだが、議員からいろいろな疑義もあるので改めて契約書も含めて検討したい」と述べ、今後の対応を精査する考えを示した。

### 尖閣諸島関連
2019年5月31日の記者会見で八重山漁船が中国公船に追尾された件を「中国公船がパトロールしていることもあるので、故意に刺激するようなことは控えなければならない」と発言した。石垣市議会は、6月17日、玉城に対する抗議決議書を可決した。この中で、「日本の領海内で漁労することがなぜ中国を刺激するのか」「玉城知事にとって尖閣諸島周辺海域は日本の領海ではないとの認識なのか」と非難した。
この抗議決議が可決された同日、玉城は「私の発言は尖閣諸島周辺海域が日本の領海ではない、との誤解を与えかねないものであり、尖閣諸島に関する私の認識とは異なるものである」と表明し、先の発言を撤回した。
この発言は石垣市の漁業者からの反発もあった。
2020年5月30日、自身のツイッターで「中国が沖縄県を侵略している事実はありません」と発信し、ツイッター利用者からは批判が相次いだ。仲新城誠は、このような玉城の発言には、先島諸島の人頭税の歴史も関連し、琉球王国時代から続く「本島を主とし、離島を従とする沖縄の伝統的なものの見方」があると述べた。

### 自粛要請中のBBQ投稿
2021年5月5日、玉城はtwitterに「GWの予定は実家と山の神の実家庭でのBBQ」などと投稿した（「山の神」は恐妻を指す俗称）。沖縄県が新型コロナウイルス感染症によるまん延防止等重点措置により、会食を4人以下の同居家族に限るよう呼び掛けていた中でのこの投稿に「県民には自粛しろと言い、自身はバーベキューか」「医療従事者に顔向けできるのか」などの批判が相次ぎ、玉城は6日夜に投稿を削除し、「GWのツイートは反省して削除します」とツイートした。玉城は7日に県庁で記者会見を開き、5月4日と5日に自宅と妻の実家の屋外でバーベキューを開き、同居しない家族も含まれ、最大で6人が参加していたと明らかにした。玉城は「私としては家族との食事という認識。不特定多数とのバーベキューとは性格が異なる」「私たちが普段からお願いしているのは、見知らぬ方との飲食を控えてほしいということで、そのためには家族で食事をしてほしいということだ」などと釈明し、県民への自粛呼び掛けとは相反してないとした上で、「不快な思いをさせてしまった人がいることについては深く反省している」と述べた。

### ロシアによるウクライナ侵攻を巡る失言
2022年5月25日午前に玉城は県庁で開かれた基地問題に関する有識者会合の入場時に、「（ウクライナ大統領の）ゼレンスキーです。よろしくお願いします」とあいさつした。玉城は直後に「冗談です」と打ち消したが、ロシアによるウクライナ侵攻の最中の同発言に批判が集まり、玉城はその後の記者会見で「ウクライナの状況を軽んじていることは毛頭ない。誤解を招く発言だったことについてはおわびしたい」と謝罪した。
5月26日、駐日ウクライナ大使館のコルスンスキー特命全権大使は「何を意味していたのかを直接聞きに行かなければならない」と述べた。
5月27日、沖縄県が25日の会議の終了後に会議冒頭の雑談部分について報道を控えるよう各社に通知していた事が報じられた。県側はこの要請についてバイデン米大統領が日米首脳会談で台湾有事での軍事的関与を明言したことについての知事と委員のやりとりがあったことを念頭に「予定外のやりとりで、委員も報道される前提で話しているか分からないため」と説明したが、報道を控えるよう通知した「雑談」に、「ゼレンスキー発言」を含んでいたのかは明らかにしなかった。山田健太専修大教授は「都合が悪いとの理由で後から報道を止める行為には問題がある」と述べた。沖縄県議会は30日に各派代表者会を開き対応を検討する方針を決めた。県政与党幹部は発言を問題視し「基地問題を話す会議の場で出る言葉か。今回はかばいようがない」と話した。また、西銘恒三郎沖縄担当相も、「冗談にしても、県知事の発言としては軽率との印象を受けている」と苦言を呈した。
5月28日、沖縄県はウクライナ大使館に経緯説明する方向で調整に入った。玉城知事が電話でセルギー・コルスンスキー駐日大使とやりとりする見込みで、県は大使館と日程を調整している。コルスンスキー氏の意向を受け、県側から大使館に連絡を入れた。
5月30日、玉城は、コルスンスキー駐日大使に「発言は軽率のそしりを免れず、多くの皆さまを不快な気持ちにさせた」と電話で謝罪したことを明らかにした。玉城によるとコルスンスキー大使は「沖縄を訪問し、玉城知事と沖縄とウクライナの関係発展について、語り合いたい」と述べたとされる。

### 親族のコロナ感染把握後に議会で答弁
2022年6月28日、沖縄県は玉城が新型コロナウイルスに感染したと発表し、これを受け県幹部ら23人がPCR検査を受けることとなった。玉城は26日に後に感染が判明する親族とマスクなしで約1時間半接触しており、27日の県議会一般質問の休憩中だった午後7時26分に親族の感染を把握していたにもかかわらずその後約55分間にわたって議場に入り答弁対応などをしていた。そのため、県議会の赤嶺昇議長は「議会に何も相談がなかった。議会をそのまま続行したことに一番の問題があり、議会軽視だ」と批判。与党県議も「自分の身内が陽性になったら議会には出ない。苦しいが、かばえない事案だ」と指摘し、県議会からは与野党を超え玉城の危機管理に対する批判が噴出した。

### 中華人民共和国と台湾を巡る言動

#### 2023年7月の中国訪問
2023年7月には、中国を訪問し清朝時代に客死した琉球王国の要人ら１４人の「琉球国墓地」跡地を訪れた。
また、訪中前に沖縄県議会で石垣市選出の大浜一郎県議会議員の「知事の訪中時に（中国政府要人から）尖閣諸島は古来、中国の領土だったと言われたらどう対応するつもりか」との質問に対し、玉城は「いろいろな対応があろうと思うが、発言しないことも一つの対応。即答しないことも検討したい」とし議論を呼んだ。
「琉球（沖縄）との往来関係は深い」と習近平総書記（国家主席）が述べ、安全保障や歴史問題で日本政府を揺さぶる思惑が透けて見えるとされた。キヤノングローバル戦略研究所主任研究員の峯村健司は、琉球館は、琉球王国の領事館の役割を果たし、朝貢貿易の象徴的な施設だ。中国側は沖縄トップを招いて『ひざまずかせた』ようなかたちで、かつて『琉球は朝貢していた国』だったと印象付ける目的があった。人民日報の１カ月後、玉城氏が訪問したことで、中国側にとっては『満額回答』を得られた。玉城氏が意識していたかは別にしても、中国の『沖縄帰属論』を今後盛り上げようという世論戦、宣伝戦に利用されかねない」と語った。また、「中国共産党の内部では、2008年くらいから「沖縄帰属問題」がずっと研究されていました。」とし、琉球王国時代の出先機関に玉城知事を呼び、「当時の朝貢をいま再現させている」と宣伝に利用されると可能性について指摘した。
日本のノンフィクション作家、ジャーナリストの門田隆将は、沖縄県が中国領土だと主張する中華民族琉球特別自治区準備委員会に触れたうえで、玉城知事は中国の思惑通りに動いていると述べている。
また、北京で食事会でカチャーシーを舞う様子の動画が公開され、「売国の舞」「沖縄がコロナで苦しむ中、北京にて悪ノリダンス」などの批判もあった。カチャーシーの男形は手を握るのだが、玉城が披露していたのは手を広げる女形だったという。
また、沖縄自民党会派は島袋大議員が中心となり「知事は今年に入って中国政府要人と面会するなど、中国政府との接触を重ねていますが、中国共産党系機関紙が沖縄と中国の歴史や、習近平総書記（国家主席）が琉球との関係に言及するなど、殊更に沖縄に関心を寄せている事態は違和感を感じざるを得ません。」「日本の地方政府の長たる知事が中国政府に対して誤ったメッセージを送ることのないよう、発言には十分留意していただくようお願い致します。」と国連人権理事会における発言について申し入れを行っている。
2023年11月の台湾訪問では、台湾の政府関係者と面会ができなかった。この理由として、「来年1月の総統選前でもあり、台湾当局は7月に中国を訪問した知事と距離を置きたい」、「台湾では玉城知事は既に『親中』というレッテルが貼られている」という意見が存在する。

#### 中国による沖縄認知戦関連
台湾メディアの報導者は、玉城が北京の琉球人墓地を訪れたことが中国共産党による沖縄認知戦に利用された可能性を報道している。日本や沖縄の現地ニュースでは、玉城デニーは古来、商売や学問のために異国の地で亡くなった琉球の先祖を弔問しており、林世功の話には触れていなかったが、中国ネットの宣伝で、玉城が「抗日民族の英雄・林世功」に弔問に訪れ、沖縄が中国との伝統的な関係を取り戻し、「琉球復国」という政治的悲願を果たしたいことを暗に示したと報道。環球時報の取材を受け、北京の琉球墓地に敬意を表し、北京の沖縄同胞との宴会で唐船ドーイを踊ったことも大きく取り上げられ、玉城デニーは『環球時報』のインタビューに応じ、「彼は『台湾有事は日本有事』を拒絶した」と語ったと報道された。また、報導者の報道では、琉球独立派のロバート・カジワラとの会談や、日本の千葉県で中国の「祖国」という歌を歌う高校の合唱団の動画を盗用、「琉球の人々の心は中国に向いている」という情景を作り出し、中国と琉球はともに「平和を愛する」国であり、それゆえ「台湾有事」という日米の扇動に沖縄の人々の未来を犠牲にさせてはならないと強調した動画が拡散されたことも報道した。

#### 地域外交における中国と台湾関係
台北駐日経済文化代表處、那霸分處の王瑞豊処長は、台湾と沖縄は、長い期間にわたって民間交流を行い、非常に良い友好関係を築いてきたが、玉城デニー知事の『実際の動きを見ると完全に中国寄りで、台湾に対して友好的ではない態度を示している』とされており、台湾メディアも、玉城デニーについては「非親台派」とみている。沖縄で開催する国慶節の式典に、以前は玉城デニーが出席していたが、直近の２年は欠席し、最終的には副知事でもなく、（ランクが違う）統括監の代理で対応しようとしたため、台湾側から断ったという。他自治体ではおおむね地元の知事か副知事が出席しているという。

#### 中国軍の大規模演習に対する発言
2024年5月20日、台湾で頼清徳が総統に就任し、就任演説で「中華民国と中華人民共和国は互いに隷属しない」などと述べた。その3日後である23日から中国軍は台湾およびその離島周辺で軍事演習を開始したと発表した。23日の記者会見において、中国外務省の汪文斌報道官は「台湾独立を求める勢力は中国の完全な統一という歴史の流れの前にひどい目にあうだろう」と台湾を非難した。また、中国中央電視台は軍直属の国防大学の専門家の分析を伝え、今回の軍事演習について「台北にある政治と軍事の重要目標に対する威嚇だけでなく、民進党当局への打撃となる」と報じた。
23日午前11時ごろ、玉城はこの状況を受け、NHKの取材に対して「台湾の頼総統の就任式にあわせて中国が演習に出たのではないかと思うが、情報収集にあたり、状況を注視していきたい」と述べた。翌日、玉城は定例記者会見において「演習は中国の安全を確保する観点で行われている。中国内の判断と思う」「地域の不安定さを招くことのないよう、慎重に行われるべきだ」と発言した。
この発言に対し、自民党の沖縄県議員の新垣淑豊は、「こんな大規模の軍事演習なぞするな！と言うのが、県内含めて軍備を減らし、平和を考える立場ではないの？」と批判した。ジャーナリストの峯村健司は「地域を不安定化させているのは中国」であると批判した。また、ジャーナリストの門田隆将は玉城を「中国の“傀儡”」と批判した。
なお、中国の国防部は24日、この軍事演習について「東部戦区の台湾島周辺での合同演習は、『台湾独立』勢力の不遜な気勢を打ち砕き、外部勢力の干渉と介入に対し警告するためだ」との目標を明らかにしている。

### 普天間飛行場代替施設への移設抗議活動中の事故に関する対応
2024年6月28日、名護市安和の国道449号において、米軍普天間飛行場のキャンプ・シュワブへの移設に対する抗議活動中の70代女性が、車道に飛び出したため、それを制止しようとした男性警備員とともに、港湾施設から出てきたダンプカーに巻き込まれて、警備員が死亡、活動家は重傷を負う事故が発生した。事故現場付近では、プラカードなどを持ってダンプカーの前をゆっくりと横断する「牛歩」により、普天間基地移設工事に使う土砂の搬入を妨害しようとする活動が行われていた。

この事故について、玉城は極めて遺憾とし、安全確保まで土砂搬入の中止を防衛省沖縄防衛局に要請すると述べた。 
しかし、その後の報道において、玉城は牛歩の危険性を指摘されていたが、法的根拠がないとして指導を行っていなかったこと、県議会でも、港湾を利用する事業者が県に「抗議者が事故に巻き込まれないようガードレールを設置してほしい」と何度も要請しており、それができないのであれば、費用を負担するので自ら設置させてほしいとも申請し、玉城もそれを把握していたが「歩行者の横断を制限することになる」として却下していたことが明らかとなった。これに対し、沖縄防衛局や、地元の名護市議会からも、県の対応が不十分であるとし、道路管理者ならびに港湾管理者としての県が、可能な措置を速やかに講じるよう求める要請文や意見書が提出される事態となった。

その後、事故状況が映った監視カメラの映像が報道で公開されたが、死亡した警備員は当初、重傷を負った女性活動家とは別の活動家に対し、路上で対応していた。警備員はこの活動家を歩道に誘導したが、歩道後方から足早に近づいてきた女性活動家が警備員と別の活動家の間をすり抜け、徐行しながら国道に向かうダンプカーの前に出た。警備員は女性活動家を制止しようと、ダンプカーと女性活動家の間に割って入る形となり、そのままダンプカーの左前面に衝突する様子が映像に残されていた。
この事故映像について、県の土木建築部長は視聴したが、玉城は「私は見ていない」と強調し、記者から見ない理由を尋ねられた玉城は「警察で捜査中であり、事故映像の報道に係る内容について見解を述べることは差し控える」と述べたうえで、かえって映像の報道をやめるべきとの認識を示した。さらに玉城は、その後の記者会見でダンプカーが連続して出る「2台出し」が事故の原因との認識を述べた。

このような玉城や県、玉城を支援する県政与党（オール沖縄）などの姿勢に、沖縄防衛局や県政野党などからは「事故は民間事業者の作業を妨害する者による行動に起因したもの」と断じ、事故から約5カ月経過しても、県は道路管理者・港湾管理者として、何ら安全対策を講じていないとして「不誠実な対応に終始している」との批判が相次いている。

### 2024年の大雨災害での対応遅れ
2024年11月8日から10日にかけて降り続いた記録的な大雨で土砂崩れや床上浸水などが相次いだ沖縄本島北部の被害について、県の対応が遅れたため、国が費用の一部を負担する災害救助法の適用が困難になった。県は11日に災害対策本部を設置し、同法の適用を内閣府に打診したが、既に大雨が収まっていたため「災害の被害が発生する恐れ」を根拠に適用できる基準の適用が困難となった。災害終息後に適用するためには住宅被害戸数など厳密な根拠が必要になるため、今後同法の適用が受けられるかは不透明。内閣府は9日未明と朝の2回、同法適用を担当する県生活安全安心課へ電話をかけたが不在だったという。
一方、鹿児島県でも海を隔てて隣接する与論島などで、この大雨による災害が発生したが、8日に前もって国に問い合わせを行い、9日未明には災害対策本部を設置、午前と夜に災害対策本部会議を開催し、住民に注意を呼び掛けるなどしていた。これによって同法が適用されたことから、玉城県政における危機管理体制の不備が浮き彫りになった。
15日の定例記者会見で玉城は「災害対策本部立ち上げの遅れ、災害救助法が適用困難になっていることなどの指摘をいただいている。重く受け止めて猛省するとともに、直ちに改善を図っていく」と述べた。 初動対応が遅れた理由については「一義的には私が判断できなかった」と自らの責任を認め「二度とそういうことのないような体制に作り直す」と強調した。被害が出た当日の自身の動向については「10日は終日、知事公舎で連絡を待つということで待機をしていたが、細かい情報が届かなかったので、確認を取っていなかった。取り組みの遅れの要因の一つになってしまったことを反省している」と説明した。

### 沖縄県ワシントン事務所をめぐる問題
故:翁長雄志知事時代の2015年4月、米軍基地問題の解決などを目的として、アメリカ合衆国ワシントンD.C.に沖縄県の事務所が開設され、後継の玉城県政に引き継がれているが、2024年9月議会における県政野党議員による一般質問に端を発し、その事務所が営業実態のない株式会社として米国政府に事業登録されており、現地に駐在する職員のビザについても、米当局に対して、肩書をその会社の社長などとし、県との雇用関係を否定する書類を提出して、企業の転勤者向けに発給されるL-1ビザを取得していたが、実際には県職員として地方公務員の身分を有したままだった事が明らかとなった。

また知事は地方自治法に基づき、資本金等の2分の1以上を出資する株式会社の毎年の経営状況を議会に提出しなければならないが（法第243条の3 第2項）、現地のコンサルティング業者に年間約7000万円で業務委託し、全ての対応を丸投げしており、その委託費用の中から同社の経費が賄われていたため、同社の存在自体が9年以上議会に公表されておらず、決算書も未作成で、県保有の株式についても公有財産登録がなされていなかった事なども判明している。

県執行部などによると、当初、非課税事業者としての登録を目指していたが、事業内容が政治的との理由で米当局から登録に難色を示されたため、現地の弁護士などの助言を受け、県の100%出資で株式会社を設立し、L-1ビザを取得したものと経緯を説明している。

この問題について、次の11月議会において、議会側は本事務所の関連経費（約1億円）を盛り込んだ令和5年度一般会計決算を、野党系会派の「沖縄自民党・無所属の会」と中立系会派の「公明党」、「維新の会」の反対により、賛成少数で不認定とした。議会事務局によれば、沖縄の本土復帰以降、県議会本会議で決算が不認定となるのは初めてである。また、地方自治法第98条2項に基づく監査を求める動議が提出されて、野党・中立系会派の賛成多数で可決され、監査委員による監査が行われることになった。

玉城は9月議会後における記者会見で「先日、事務方から報告を受けた」と述べ、自身も知らなかったと釈明したものの、その後の記者会見では、ワシントン事務所の必要性を改めて強調し、今後はこのような疑義が生ずることがないよう、一連の管理について庁内で整備していく旨を述べている。

11月議会中、この問題に関する執行部の答弁が二転三転し、議会が空転したことなどから、質疑を通して解明できないレベルだとして、議会最終日にあたる2024年12月20日、野党系会派により百条委員会設置を求める動議が提出され、野党・中立系会派の賛成多数で可決した。玉城は百条委設置を受け、「真摯に受け止める」と報道陣に話した。

2025年3月28日の県議会2月定例会最終本会議で、事務所の経費約3900万円を含む令和7年度一般会計当初予算案は、野党が出した同事務所経費全額を削除し予備費に移す修正案が、野党、中立会派による賛成多数で可決された。
玉城は、同日午後に発表された弁護士らからなる調査検証委員会の最終報告で、「設立手続きに重大な瑕疵があることが明らかで、その瑕疵が連鎖する形でその後の運営も含めて違法となる可能性は否定できない」と指摘されたことを受け、再議を断念した。
これにより、同事務所の閉鎖は確実となった。玉城は事務所の再開を目指す意向を示しているが、議会の理解を得られるかは不透明とみられる。

## 職歴
- 1989年 - タレントとして独立。琉球放送ラジオの人気番組「ふれ愛パレット」のパーソナリティ。
- 1998年 - 沖縄市エフエムコミュニティ放送「OKINAWAミュージック・タペストリー」総合プロデュース。
- 2002年 - 沖縄市議会議員選挙に立候補、当選。
- 2005年 - 第44回衆議院議員総選挙に、沖縄3区から立候補、落選。
- 2009年 - 第45回衆議院議員総選挙に、沖縄3区から立候補、当選。
- 2012年 - 第46回衆議院議員総選挙に、沖縄3区から立候補。小選挙区で落選。比例九州ブロックで再選。
- 2014年 - 第47回衆議院議員総選挙に、沖縄3区から立候補、3選。
- 2017年 - 第48回衆議院議員総選挙に、沖縄3区から立候補、4選。
- 2018年9月30日 - 沖縄県知事選挙で自民党などが推薦した前宜野湾市長の佐喜眞淳らを破り当選。

※参考。

## 所属していた団体・議員連盟
- うりずんの会（事務局長）[12]
- 原発ゼロの会
- 子どもの貧困対策推進議員連盟[12]
- 子ども・被災者支援議員連盟